# Erysimum asperum
Erysimum asperum là một loài thực vật có hoa trong họ Cải. Loài này được (Nutt.) DC. mô tả khoa học đầu tiên năm 1821.